# جون أوغيلبي
جون أوغيلبي (نوفمبر 1600 - 4 سبتمبر 1676) مترجم، ورائد ورسّام خرائط إسكتلندي. اشتهر بنشره لأول أطلس طريق بريطاني، وكان أيضًا مترجمًا ناجحًا، حيث نشر أعماله في طبعات مصورة جميلة. أسس أيضًا أول مسرح في أيرلندا في شارع ويربورغ في دبلن.

## حياته
ولد أوغيلبي في أو بالقرب من كيليمير (كيريمير)، إسكتلندا في نوفمبر 1600. عندما سُجن والده ضمن نطاق الولاية القضائية لمجلس الملك، على الأرجح بسبب الإفلاس أو الديون، دعم جون الشاب العائلة واستخدم بعض الأموال التي حصل عليها لشراء تذكرتين لليانصيب، وكسب منها جائزة صغيرة. كان يدرب نفسه ليصبح راقصًا محترفًا وكي يحصل على إطلاق سراح لوالده. استطاع من خلال إدارته الجيدة لأمواله، أن يشتري لنفسه إنهاءً مبكرًا لتدريبه المهني وينشئ مدرسة رقص خاصة به. مع ذلك، فإن سقوطه أثناء الرقص في إحدى مسرحيات الماسك جعله يعرج مدى الحياة وأنهى مسيرته المهنية هذه.
من خلال إجرائه للاتصالات بين زبائنه الكبار، نقل توماس وينتوورث، إيرل سترافورد الأول، أوغيلبي في نهاية المطاف إلى أيرلندا من خلال تعيينه كنائب للورد هناك، وأصبح معلمًا لأطفاله. أنشأ أوغيلبي بعد ذلك أول مسرح في أيرلندا، مسرح ويربورغ ستريت، ونتيجة لذلك أصبح نائبًا لمدير ريفيلز في عام 1637. حقق المسرح خلال السنوات الأربع التي كان فيها مفتوحًا نجاحًا كبيرًا، ولكن كان لا بد من إغلاقه نتيجة للتمرد الأيرلندي عام 1641.
بعد أن نجا أوغيلبي بصعوبة من تفجير في القلعة التي كان يدافع عنها، وبعد أن تحطمت به السفينة أثناء رحلته إلى موطنه، عاد إلى إنجلترا مفلسًا ودون راعٍ خلال السنوات الأخيرة للحرب الأهلية. وجد طريقه سيرًا على الأقدام إلى كامبريدج، وتعلم اللاتينية من العلماء الذين أعجبوا بصناعته. غامر بعد ذلك بترجمة شعر فيرجيل إلى الإنجليزية (1649–1650)، مما جلب له مبلغًا كبيرًا من المال. شجع نجاح هذه المحاولة أوغيلبي على تعلم اللغة اليونانية من ديفيد ويتفورد، الذي كان مرشدًا في المدرسة التي يشرف عليها جيمس شيرلي الكاتب المسرحي.
بعد عودته إلى لندن في عام 1650، تزوج من الأرملة كريستينا هونسدون، التي أنجبت من زواجها السابق ثلاثة أطفال. في العام التالي، نشر الطبعة الأولى من كتابه المسيس خرافات آيسوب بارافراس في الآية، المزينة بالزخرفات والمفسرة بالشروح، وفسره فرانسيس كلاين. أمضى السنوات القليلة التالية في الترجمة وافتتاح شركة نشر في لندن. رد استرداد تشارلز الثاني الملكية المعروف لأوغيلبي من خلال تكليفه بالمساعدة في ترتيبات التتويج في عام 1660 إلى جانب تأليف الخطب والأغاني. في ذلك العام أيضًا، أصدر ترجمته لإلياذة هوميروس، المكرسة لراعيه الملكي. وبعد ذلك بعام، أصبح مرة أخرى سيد الحفلات في أيرلندا، وبدأ ببناء مسرح جديد في سموك آلي، دبلن. ينسب إليه كتاب المسرحية الموسيقية بومبي لكاتبته كاثرين فيليبس، الذي تم تأديته في مسرح سموك آلي في عام 1663، كمؤلف للألحان.
بحلول عام 1665، عاد أوغيلبي إلى لندن ونشر طبعة ثانية منقحة من خرافات إيسوب، وفسرته هذه المرة مطبوعات وينسيسلاوس هولار الشهيرة. كان عليه أن يعيد نشر الكتاب في عام 1668 لأن ممتلكاته تدمرت في الحريق الكبير عام 1666. بعد إعادة بنائها في وايت فراير، أنشأ مطبعة هناك أصدر منها العديد من الكتب الرائعة، كان أهمها سلسلة أطالس، إلى جانب نقوش وخرائط لهولار وغيره.
بعد نشرها في عام 1675، توفي أوغيلبي في العام التالي ودفن في كنيسة سانت برايد، واحدة من كنائس السير كريستوفر رين الجديدة في لندن.